# Mark Sheehan
Mark Sheehan   (Dublín, 29 d'octubre de 1976 - 14 d'abril de 2023), nascut com Marc Anthony Sheehan, fou un cantant irlandès, compositor, guitarrista i productor musical. Va ser el guitarrista del grup de rock alternatiu The Script.

## Biografia
Sheehan va néixer a Mount Brown a l'àrea de The Liberties a Dublín. Era un ex integrant de la banda MyTown junt amb el seu company de banda actual, Danny O'Donoghue. Tots dos, Sheehan i O'Donoghue estaven embolicats en la producció de dues cançons a l'àlbum de Peter André, The Long Road Back, abans de tenir les seves carreres com músics.